# HD 114435
HD 114435，又名CD-41 7648，SAO 223960、HR 4970，是一颗恒星，视星等为5.79，位于銀經306.83，銀緯20.49，其B1900.0坐标为赤經13h 5m 26.9s，赤緯-41° 20.49′ 0″。